# چشم‌انداز
چشم‌انداز یا منظر ویژگی‌های نمایان ناحیه‌ای از زمین است که عناصر فیزیکی همانند زمین‌چهرها، بدنه‌های آبی مثل رودها، دریاچه‌ها و دریا، عناصر زنده همانند پوشش زمین شامل پوشش گیاهی بومی، عناصر انسانی همانند کاربری زمین، ساختمان‌ها و سازه‌ها و عناصر ناپایدار مثل وضعیت روشنی و آب‌وهوا، را در بر می‌گیرد.
با ترکیب منشاءهای طبیعی و آثار فرهنگی حضور انسان، که اغلب در طول هزاره‌ها روی می‌دهد، چشم‌اندازها بازتابی زنده از آمیختگی انسان و مکان هستند که برای هویت ملی و قومی، عنصری حیاتی به‌شمار می‌روند. چشم‌اندازها، هویت و کیفیت آن‌ها، به تعریف تصویری از خود منطقه کمک می‌کند، آن احساس مکانی که آن را از دیگر منطقه‌ها متمایز می‌سازد. یک چشم‌انداز در واقع یک پس‌زمینهٔ پویا برای زندگی مردم است.

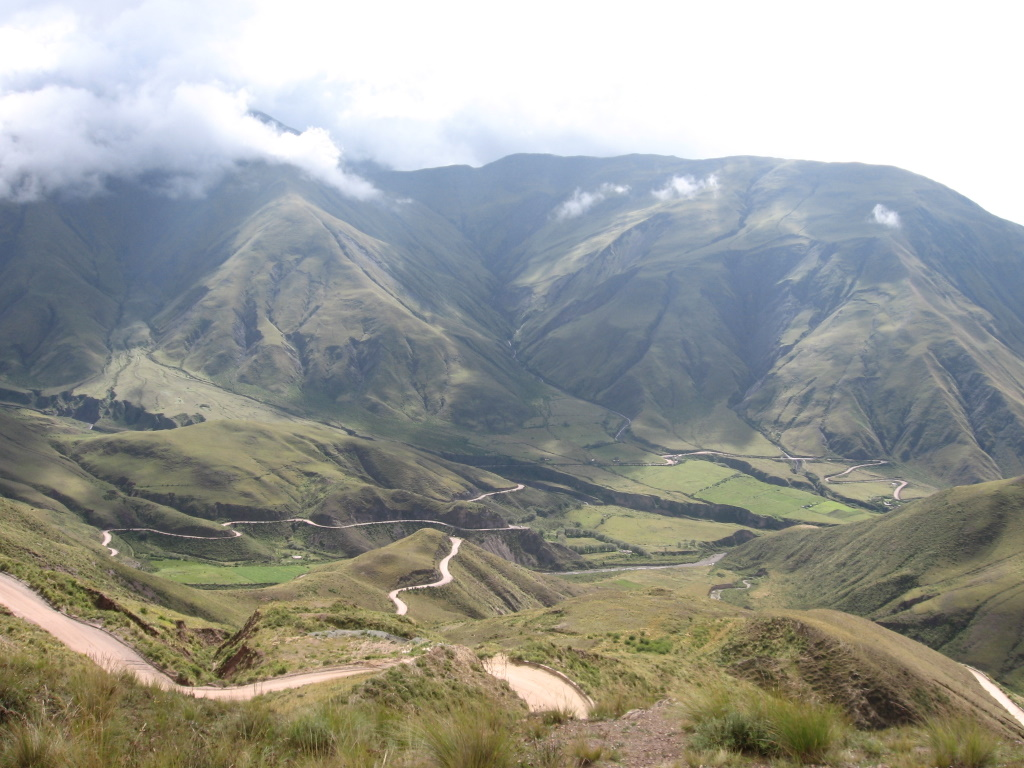
یک چشم‌انداز از طبیعت ایالت سالتا واقع در آرژانتین

زمین دارای دامنهٔ وسیعی از چشم‌اندازها از جمله چشم‌اندازهای یخی مناطق قطبی، کوهستانی، بیابانی، جزیره‌ای، ساحلی، جنگل انبوه شامل جنگل‌های شمالی و جنگل‌های انبوه گرمسیری، و چشم‌اندازهای کشاورزی مناطق معتدله و گرمسیری است.

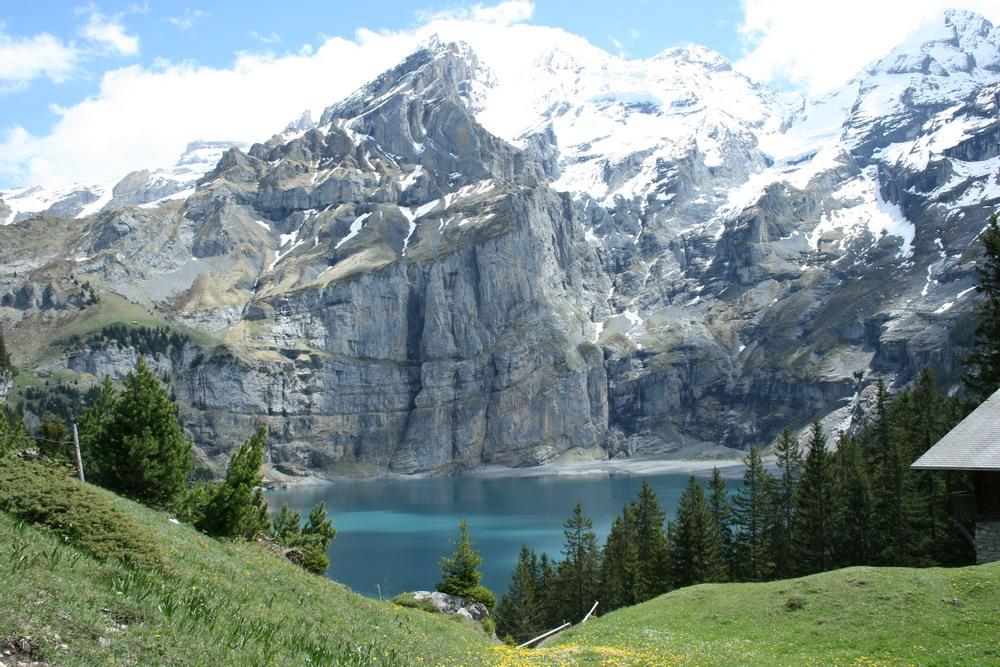
دریاچهٔ اوشینن در آلپ مرکزی، مثالی از یک منظرهٔ بسیار متنوع

چشم‌اندازها را می‌توان تحت چشم‌انداز فرهنگی، بوم‌شناسی چشم‌انداز، برنامه‌ریزی چشم‌انداز، ارزیابی چشم‌انداز و طراحی چشم‌انداز بررسی کرد.